# Mouaville
 Mouaville  es una población y comuna francesa, en la región de Lorena, departamento de Meurthe y Mosela, en el distrito de Briey y cantón de Conflans-en-Jarnisy.

## Demografía
| 117 | 92 | 62 | 66 | 52 | 58 |
| Para los censos de 1962 a 1999 la población legal corresponde a la población sin duplicidades (Fuente: INSEE [Consultar]) |    |    |    |    |    |